# Graziadio Ascoli
Graziadio Isaia Ascoli (n. 16 iulie 1829, Gorizia, Litoralul austriac, Italia – d. 21 ianuarie 1907, Milano, Regatul Italiei) a fost un filolog italian, evreu de naționalitate, membru de onoare al Academiei Române. 